# Austrodrillia
Austrodrillia là một chi ốc biển, là động vật thân mềm chân bụng sống ở biển trong họ Turridae.

## Các loài
Các loài thuộc chi Austrodrillia bao gồm:
- Austrodrillia agrestis (Verco, 1909)[3]
- Austrodrillia angasi (Crosse, 1863)[4]
- Austrodrillia beraudiana (Crosse, 1863)[5]
- Austrodrillia dimidiata (Sowerby III, 1896)[6]
- Austrodrillia hinomotoensis Kuroda, Habe & Oyama, 1971[7]
- Austrodrillia saxea (Sowerby III, 1896)[8]
- Austrodrillia secunda Powell, 1965[9]
- Austrodrillia sola Powell, 1942[10]
- Austrodrillia subplicata (Verco, 1909)[11]
- Austrodrillia woodsi (Beddome, 1883)[12]